# Gentiana wootchuliana
Gentiana wootchuliana là một loài thực vật có hoa trong họ Long đởm. Loài này được W.Paik mô tả khoa học đầu tiên năm 1995.